# Jumanji: Next Level
Série Jumanji
Jumanji : Bienvenue dans la jungle
(2017)
Pour plus de détails, voir Fiche technique et Distribution.
Jumanji: Next Level ou Jumanji : Le Prochain Niveau au Québec (Jumanji: The Next Level) est un film américain réalisé par Jake Kasdan et sorti en 2019.
Le film est le troisième volet de la série de films Jumanji et la suite de Jumanji : Bienvenue dans la jungle (2017), tous inspirés du livre Jumanji écrit et illustré par Chris Van Allsburg (1981). Il met en vedette Dwayne Johnson, Jack Black, Kevin Hart, Karen Gillan, Nick Jonas, Alex Wolff, Morgan Turner , Ser'Darius Blain et Madison Iseman reprenant leurs rôles du film précédent, tandis que Awkwafina, Danny Glover et Danny DeVito rejoignent le casting. L'intrigue du film se déroule deux ans après Bienvenue dans la jungle, dans laquelle le même groupe d'adolescents, accompagné d'un vieil ami et de deux ajouts involontaires, se retrouvent piégés dans Jumanji une fois de plus. Là, ils se retrouvent tous confrontés à de nouveaux problèmes et défis avec les anciens et les nouveaux avatars, tout en devant sauver la terre d'un nouvel adversaire pour s'échapper.
La photographie principale a eu lieu entre le 21 janvier et le 11 mai 2019, dans des endroits comme Atlanta, le Nouveau-Mexique, l'Alberta et Hawaï.
Jumanji: The Next Level  est sorti aux États-Unis le 13 décembre 2019, diffusé par Sony Pictures Releasing. Le film a reçu des critiques généralement positives et a rapporté 801,7 millions de dollars dans le monde, pour un budget de 125 à 132 millions de dollars, ce qui en a fait le dixième film le plus rentable de 2019. Une suite est en préparation.

## Synopsis
Trois ans après leurs aventures à Jumanji, Spencer Gilpin, Anthony « Fridge » Johnson, Martha Kaply et Bethany Walker prévoient de se retrouver pendant les vacances de Noël pour discuter de leur première année hors de l'école. La nuit précédente, Spencer, découragé que sa vie ne soit pas aussi glamour que celle de ses amis, sort Jumanji. Étant en retard à leur rendez-vous, ses amis vont chez sa mère et sont accueillis par le grand-père de Spencer, Eddie, ancien ami et ancien partenaire commercial de Milo Walker. Fridge, Martha et Bethany réalisent que Spencer est entré dans le jeu et le suivent. Eddie et Milo sont également aspirés dans le jeu par inadvertance tandis que Bethany est laissée pour compte, la forçant à demander de l'aide à l'autre joueur de Jumanji, Alex Vreeke.
Dans le jeu, Martha redevient l'avatar Ruby Ultrakick, Fridge devient le professeur Sheldon Oberon tandis qu'Eddie et Milo deviennent le Dr Smolder Bravestone et Franklin « Mouse » Finbar. Après avoir expliqué les règles de Jumanji à Eddie et Milo, ils rencontrent le personnage non-joueur Nigel Billingsley, le guide du jeu, qui révèle que Jumanji souffre d'une sécheresse massive. Pour quitter le jeu, ils doivent mettre fin à la sécheresse en récupérant et en l’exposant au soleil une pierre magique connue sous le nom de « Joyau du Faucon », volée par le seigneur de guerre et rival de Bravestone, Jurgen le Brutal. Nigel remets une carte à Fridge et leur conseille de trouver une oasis pour « suivre la flamme qui mène au fruit du désert » avant de les larguer en plein désert. Après avoir échappé de justesse sur des buggies à un troupeau d'autruches, Marta et Fridge remarquent que les avatars ont de nouveaux points forts et points faibles. L'équipe rencontre Spencer qui a un nouvel avatar : une voleuse qualifiée appelée Ming Piedléger.
Tout en tentant de s'échapper du désert, ils font face à de nouveaux défis, Marta et Fridge suivent l’ancienne amante de Bravestone, surnommée « la flamme », jusqu’à une piscine d'eau verte brillante qui leur permet de changer d'avatar, avec au bout un arbre à baies. Après avoir récupéré une baie de Jumanji, le groupe a du mal à s'adapter aux changements d'avatar : Fridge a du mal à comprendre comment Oberon est même pertinent pour le jeu, la douceur de Spencer le rend incapable d'utiliser pleinement les compétences de Ming, la tendance de Milo à prendre son temps quand il parle le rend incapable de transmettre rapidement des informations vitales, et la négligence instable d'Eddie coûte plusieurs vies au groupe face à Cran d’arrêt (le mari de l’ancienne amante de Bravestone, ainsi que son point faible), y compris après s'être disputé avec Milo lorsqu'il révèle qu'il a vendu leur restaurant dans le dos d'Eddie, le forçant à prendre sa retraite. Voyageant dans une forêt au-delà du désert, le groupe traverse une série de ponts de corde, tout en étant attaqué par un groupe de mandrills.
Traversant avec succès les ponts, ils retrouvent Alex, son avatar Jefferson « Hydravion » McDonough, et Bethany, qui est maintenant Cyclone, un étalon noir qui ne peut être compris que par Finbar (ayant acquis la linguistique). Alors qu'ils se reposent de leur bataille avec les mandrills, Eddie apprend que Milo est en phase terminale et veut faire amende honorable avant de mourir, ce qui les amène à se réconcilier.
En travaillant ensemble, le groupe traverse le mont Zhatmire et trouve une rivière avec la même eau verte brillante, permettant à Spencer, Bethany et Fridge de retrouver leurs avatars d'origine tandis qu'Eddie et Milo finissent par devenir Ming et Cyclone. Peu de temps après, Eddie et Milo sont capturés par les soldats de Jurgen. Spencer, Martha, Fridge, Bethany et Alex se séparent pour infiltrer la forteresse, sauver leurs coéquipiers et obtenir le Joyau du Faucon. En escaladant le mur de glace, Martha demande à Spencer pourquoi il a quitté son ancienne vie et elle, et il dit que son succès l'a rendu peu sûr. Elle le console, lui rappelant que les amis sont le plus nécessaires lorsque nous nous sentons effrayés ou découragés.
Après avoir sauvé Ming et Cyclone, Fridge et Bethany tentent de tromper Jurgen en lui demandant le Joyau du Faucon, en prétendant être une paire de frères (les frères Kababik) qu'il était censé rencontrer. Cependant, leur mensonge est découvert. Le combat qui en résulte permet à Jurgen de s'échapper sur son dirigeable suivi de près par Spencer. Réalisant que Jurgen est vulnérable aux baies de Jumanji qu'ils ont collecté, Spencer neutralise Jurgen qui fait une chute mortelle, lui permettant de récupérer le joyau. Ming et Cyclone (qui se révèle être un Pégase) volent vers le ciel, permettant à la lumière du soleil de toucher le joyau, terminant ainsi le jeu.
Ils remettent le Joyau du Faucon à Nigel, mais Milo décide de rester derrière et de protéger la terre. De retour dans le monde réel, Spencer enseigne à son grand-père les jeux vidéo. Ayant surmonté son ressentiment, Eddie convainc Nora, la propriétaire de son ancien restaurant, de l'engager comme gérant.
Scène post-générique
La mère de Spencer accompagne le réparateur de chaudière dans le sous-sol de la maison. Celui-ci aperçoit la console de jeu et révèle, en s'en approchant, être un passionné de jeux vidéo. Il l'observe fasciné, dit qu'il n'a jamais vu un modèle semblable et ne peut se retenir de la toucher. Un troupeau d'autruches passe sur le trottoir en courant devant le restaurant à l'instant où Spencer, Bethany, Fridge et Martha en sortent.

## Fiche technique
Sauf indication contraire, les informations mentionnées dans cette section peuvent être confirmées par la base de données cinématographiques IMDb,  présente dans la section « Liens externes ».
- Titre original : Jumanji: The Next Level
- Titre français : Jumanji: Next Level
- Titre québécois : Jumanji : Le Prochain Niveau
- Réalisation : Jake Kasdan
- Scénario : Jake Kasdan, Jeff Pinkner et Scott Rosenburg, d'après l'œuvre de Chris Van Allsburg
- Musique : Henry Jackman
- Direction artistique : Andrew Max Cahn, Michael Gowen, Drew Monahan, Brian Stultz et Stella Vaccaro
- Décors : Bill Brzeski et Danielle Berman
- Costumes : Louise Mingenbach
- Photographie : Gyula Pados
- Son : Kevin O'Connell, Julian Slater
- Montage : Mark Helfrich, Steve Edwards et Tara Timpone
- Production : Jake Kasdan, Dwayne Johnson, Matt Tolmach (Matthew Tolmach), Dany Garcia et Hiram Garcia

Coproduction : David Manpearl
Production déléguée : Scott Rosenberg, Ted Field, Jeff Pinkner, David B. Householter, Melvin Mar, William Teitler et Mike Weber
Production associée : Sky Salem Robinson
- Sociétés de production[2] : Columbia Pictures, Matt Tolmach Productions, Seven Bucks Productions, The Detective Agency, Hartbeat Productions[3] et Sony Pictures Entertainment[3]
- Sociétés de distribution[2] : Columbia Pictures (États-Unis), Sony Pictures Releasing France (France)
- Budget : 125 millions de dollars[4]
- Pays de production :  États-Unis
- Langue originale : anglais
- Format[5] : couleur - 2,39:1 (Cinémascope) - son Dolby Digital | Dolby Atmos
- Genre : fantastique, action, aventure, comédie
- Durée : 123 minutes
- Dates de sortie[6] :
  - France : 4 décembre 2019
  - Belgique : 11 décembre 2019
  - États-Unis et Canada : 13 décembre 2019
- Classification[7] :
  -  États-Unis : PG-13 - Parents Strongly Cautioned (Certaines scènes peuvent heurter les enfants de moins de 13 ans - Accord parental recommandé, film déconseillé aux moins de 13 ans).
  -  France : Tous publics (visa d'exploitation no 151932 délivré le 3 décembre 2019)[8]

## Distribution
- Dwayne Johnson (VF : David Krüger ; VQ : Benoît Rousseau) : Dr Xander « le tombeur »[N 1] Bravestone, archéologue, explorateur, avatar d'Eddie, puis de Spencer / le père de Bravestone
  - Danny DeVito (VF : Philippe Peythieu ; VQ : Manuel Tadros) : Eddie Gilplin, grand-père de Spencer
  - Alex Wolff (VF : Julien Crampon ; VQ : Renaud Paradis) : Spencer Gilpin
- Jack Black (VF : Philippe Bozo ; VQ : François L'Écuyer) : Pr Sheldon « Shelly » Oberon, archéologue, cartographe, paléontologue, avatar de Fridge, puis de Martha pendant quelques minutes, puis à nouveau de Fridge, et enfin de Bethany
  - Ser'Darius Blain (VF : Namakan Koné ; VQ : Adrien Bletton) : Anthony « Fridge » Johnson
  - Morgan Turner (en) (VF : Camille Timmerman ; VQ : Claudia-Laurie Corbeil) : Martha Kaply
  - Madison Iseman (VF : Clara Quilichini ; VQ : Ludivine Reding) : Bethany Walker
- Kevin Hart (VF : Jean-Baptiste Anoumon ; VQ : Martin Watier) : Franklin « Mouse » Finbar, zoologiste, avatar de Milo, puis de Fridge
  - Danny Glover (VF : Paul Borne) : Milo Walker, ami d'Eddie
- Karen Gillan (VF : Laëtitia Lefebvre ; VQ : Kim Jalabert) : Ruby « tueuse d'hommes » Ultrakick (Ruby Roundhouse, dans la VQ), avatar de Martha, puis de Fridge pendant quelques minutes, puis à nouveau de Martha
- Nick Jonas (VF : Gauthier Battoue ; VQ : Maxime Desjardins) : Jefferson « Hydravion » McDonough, pilote, avatar d'Alex
  - Colin Hanks (VF : Gauthier Battoue ; VQ : François-Simon Poirier) : Alex Vreeke
- Awkwafina (VF : Alice Taurand ; VQ : Catherine Brunet) : Ming Fleetfoot, avatar de Spencer, puis d'Eddie
- Rory McCann (VF : Nicolas Justamon ; VQ : Louis-Philippe Dandenault) : Jürgen le brutal, antagoniste du groupe
- Rhys Darby (VF : Vincent Ropion ; VQ : François Sasseville) : Nigel Billingsly, guide du groupe
- Dania Ramírez (VF : Ethel Houbiers) : Flamme, ex-compagne de Bravestone
- Bebe Neuwirth (VF : Catherine Griffoni ; VQ : Hélène Mondoux) : Nora Shepherd[N 2]
- Marin Hinkle (VF : Rafaèle Moutier) : mère de Spencer
- John Ross Bowie (VF : Arnaud Bedouët) : porte-parole de Jürgen le brutal
- Lamorne Morris : le chauffagiste (scène post-générique)
- Ashley Scott : Ashley (scènes coupées)
Version française
  - Société de doublage : Dubbing Brothers
  - Direction artistique : Barbara Tissier
  - Adaptation : Philippe Millet

 Source et légende : version française (VF) sur RS Doublage
 Source et légende : version québécoise (VQ) sur Doublage.qc.ca

## Musique
- It's the Most Wonderful Time of the Year (en) par Andy Williams.
- Wicked Game par Chris Isaak de 1989.
- Welcome to the Jungle par Guns N' Roses de 1987.
- Baby, I Love Your Way par Big Mountain de 1994.
- Sleigh Ride par The Ronettes.
- Angel from Heaven par Ricky Coyne and His Guitar Rockers.
- It's All in the Game (en) par Tommy Edwards (en).

## Accueil

### Critiques
Aux États-Unis, le long-métrage a reçu un accueil critique généralement favorable. Sur Metacritic, il obtient un avis mitigé de la presse 58⁄100 sur la base de 37 critiques mais des commentaires généralement favorables du public 6,4⁄10 basés sur 1 266 évaluations. Sur l'agrégateur américain Rotten Tomatoes, le film bénéficie d'un taux d'approbation de 72 % basé sur 240 opinions (173 critiques positives et 67 négatives) et d'une note moyenne de 6,10⁄10. Le consensus critique du site Web se lit comme suit: "Comme beaucoup de jeux classiques, Jumanji: The Next Level conserve les composants de base de ce qui a précédé tout en ajoutant suffisamment de nouveautés pour que les choses restent jouables."
En France, les retours sont plus mitigés. Sur Allociné, il obtient une moyenne de 2,7⁄5 sur la base 16 critiques de la part de la presse. 20 Minutes a beaucoup aimé le film, surtout les nouveaux personnages : « Danny DeVito et Danny Glover font des apparitions très amusantes en frères ennemis du troisième âge qui retrouvent leur jeunesse par l'intermédiaire du jeu ». Le Parisien ne sait pas trop quoi penser du film : « Du casting aux blagues lourdes, et obligatoires, la suite du film offre un cocktail quasi similaire à son prédécesseur. Mais cette fois plus rythmée et valorisé par la présence de Danny DeVito. ».

### Box-office
| Pays ou région            | Box-office                                     | Date d'arrêt du box-office | Nombre de semaines |
| ------------------------- | ---------------------------------------------- | -------------------------- | ------------------ |
| États-Unis (1er week-end) | 59 251 543 $                                   | du 13 au 15 décembre 2019  | -                  |
| États-Unis Canada         | 316 831 246 $ 35 164 000 entrées (Approx.)     | 19 mars 2020               | 14                 |
| France Paris              | 27 063 127 $ 3 255 595 entrées 636 187 entrées | 8 mars 2020                | 14                 |
| Total hors États-Unis     | 479 744 747 $                                  | -                          | -                  |
| Total mondial             | 796 575 993 $                                  | -                          | -                  |

## Distinctions
Entre 2018 et 2020, Jumanji: Next Level a été sélectionné 6 fois dans diverses catégories et a remporté 1 récompense.

### Récompenses
- Kids' Choice Awards 2020 : Blimp Award de l'acteur de cinéma préféré décerné à Dwayne Johnson.

### Nominations
- Golden Trailer Awards 2018 : meilleur spot télévisé fantastique / aventure pour Sony Pictures Home et Big Pictures.
- Georgia Film Critics Association (GAFCA) 2020 : nommé au Prix Oglethorpe pour l'excellence du cinéma de Géorgie pour Jake Kasdan, Jeff Pinkner et Scott Rosenberg.
- Kids' Choice Awards 2020 :
  - Film préféré.
  - Acteur de cinéma préféré pour Kevin Hart.
- World Stunt Awards 2020 : meilleur gréement acrobatique.

## Produits dérivés
Un jeu vidéo proposant une expérience virtuelle adapté de Jumanji: Next Level est élaboré en collaboration entre Sony Pictures et The Void (en) dans les centres de réalité virtuelle de ce dernier aux États-Unis et à travers le monde comme à Los Angeles, New York, San Francisco, Las Vegas, Toronto et Dubaï. Intitulé Jumanji: Reverse the Curse, l'expérience, qui permet d'incarner les personnages principaux dans une jungle, est disponible pour la première fois juste avant la première du film Jumanji: Next Level, le 13 décembre 2019. D'autres pays et villes sont prévus, notamment San Diego, Paris, Londres et Vienne.

## Autour du film
- Le café Chez Nora appartient à Nora Shepherd, la tante de Judy et Peter Shepherd, les héros du film original Jumanji, interprétée par Bebe Neuwirth.
- La scène post-générique est une référence au film Jumanji, dans lequel les enfants Judy et Peter Shepherd avaient relâché par accident des animaux dans le monde réel.